# Aythyinae
Aythyinae är en underfamilj inom familjen änder (Anatidae). Underfamiljen omfattar omkring femton nu levande arter som på svenska ofta kallas för dykänder eller ibland lätta dykänder. Begreppet dykand används dock också taxonomiskt oprecist för andra arter inom familjen änder (Anatidae), främst för arter inom underfamiljen Merginae, exempelvis storskrake.
Arterna inom denna grupp kategoriseras här som en distinkt underfamilj Aythyinae trots att de morfologiskt liknar simänder i underfamiljen Anatinae (Livezey, 1986), dock finns det distinkta morfologiska skillnader mellan dessa grupper, exempelvis strukturen på deras luftstrupar. Data från analyser av mitokondriellt DNA för enzymet cytokrom b och från DNA-DNA-hybridisering indikerar att arterna inom underfamiljerna Aythyinae och Anatinae inte är så när-besläktade (Johnson & Sorenson, 1999) trots sina yttre likheter som istället beror på konvergent evolution.
Vissa taxonomer (ex. Terres, 1991) kategoriserar istället arterna inom denna grupp som en tribus Aythyini inom underfamiljen Anatidae vilken då omfattar alla andliknade fåglar utom släktet visseländer (Dendrocygna)
Gruppen finns representerad över stora delar av världen men merparten återfinns på norra halvklotet och många arter utgör där flera av de mer välkända änderna.
Arterna inom underfamiljen födosöker främst genom att dyka men arterna inom släktet Netta födosöker helst genom att tippa och beta på botten.
De är flockfåglar som främst lever i sötvatten eller i estuarier, dock flyttar berganden (Aythya marila) till marina miljöer om vintern. De är goda flygare och de slår sina breda , trubbiga vingar snabbare än många andra änder. Populationer som häckar i norr är ofta flyttfåglar medan sydligare häckningspopulationer tenderar att vara stannfåglar. Australisk dykand (Aythya australis) flyttar dock oregelbundet långa sträckor för att undkomma kraftiga regnväder. Arterna inom underfamiljen rör sig klumpigt på land och deras ben är oftare placerade längre bak på kroppen än hos arter inom underfamiljen Anatinae.

## Taxonomi
Här inkluderas tre släkten. Marmoranden som utgör ensam art i släktet Marmaronetta verkar dock utgöra en egen distinkt grupp och kan ha utvecklats innan underfamiljerna Aythyinae och Anatinae delades upp vilket indikeras av både morfologiska (Livezey, 1986) och molekylära data (Johnson & Sorenson, 1999). Den förmodat utdöda arten rosenand, som tidigare placerats i släktet Rhodonessa, har föreslagits tillhöra släktet Netta (Livezey, 1998 contra Livezey, 1986), men detta förhållningssätt har ifrågasatts (Collar et al., 2001). Molekylära analyser utförda av Johnson och Sorenson (1999) indikerar även att vitvingad and (Cairina scutulata) borde placeras i ett monotypiskt släkte som kanske borde infogas i denna underfamilj.
- Underfamilj Aythyinae
  - Släkte Marmaronetta
    - Marmorand (Marmaronetta angustirostris)

  - Släkte Netta
    - Rosenand (Netta caryophyllacea) - ibland Rhodonessa; förmodligen utdöd (1945?)
    - Rödhuvad dykand (Netta rufina)
    - Sammetsand (Netta erythrophthalma)
    - Pampasand (Netta peposaca)

  - Släkte Aythya
    - Svartnäbbad brunand (Aythya valisineria)
    - Brunand (Aythya ferina)
    - Amerikansk brunand (Aythya americana)
    - Ringand (Aythya collaris)
    - Australisk dykand (Aythya australis)
    - Amurdykand (Aythya baeri)
    - Vitögd dykand (Aythya nyroca)
    - Madagaskardykand (Aythya innotata) - man trodde länge att denna art var utdöd men den återfanns 2006.
    - Nyazeelanddykand (Aythya novaeseelandiae)
    - Vigg (Aythya fuligula)
    - Bergand (Aythya marila)
    - Mindre bergand (Aythya affinis)